# Scopula jordani
Scopula jordani là một loài bướm đêm trong họ Geometridae.